# Mesa 3D

Linux i Mesa 3D

Implementation of the EGL-API in Mesa 3D and libwayland-EGL and Wayland

DRI-style versus Gallium3D-style graphical device drivers

Mesa — вільне втілення графічного API OpenGL та Vulkan. Офіційно вона не сертифікована, але на практиці цілком відповідає стандартам. Mesa орієнтована на забезпечення високої продуктивності, зокрема за рахунок використання апаратного прискорення роботи з графікою, підтримуваного відеоадаптерами.
Mesa3D лежить в основі графічної підсистеми операційних систем з відкритим сирцевим кодом, так що її оновлення мають велике значення для всіх користувачів, які не мають можливості або не бажають використовувати закриті драйвери і бібліотеки OpenGL від виробників обладнання. Відтак Mesa є однією з найпопулярніших реалізацій OpenGL для Unix-подібних ОС.

## Історія
Проект був розпочатий у серпні 1993 Браяном Полом (англ. Brian Paul) як проста бібліотека тривимірної графіки, що реалізує OpenGL API.
| Версія | Випущена      | Коментар                                                                                 |
| ------ | ------------- | ---------------------------------------------------------------------------------------- |
| 1.0    | лютий 1995    | перша версія бібліотеки, опублікована в інтернеті                                        |
| 2.0    | жовтень 1996  | реалізація специфікації OpenGL 1.1                                                       |
| 2.2    | березень 1997 | підтримка нових відеокарт 3dfx Voodoo через бібліотеку Glide                             |
| 3.0    | вересень 1998 | Перші громадські-доступна реалізація OpenGL 1.2 API                                      |
| 4.0    | жовтень 2001  | реалізація OpenGL 1.3                                                                    |
| 5.0    | листопад 2002 | реалізація OpenGL 1.4                                                                    |
| 6.0    | січень 2003   | реалізація OpenGL 1.5, а також розширень GL_ARB_vertex_program і GL_ARB_fragment_program |
| 7.0    | червень 2007  | реалізація OpenGL 2.1 і OpenGL Shading Language .                                        |
| 7.5    | липень 2009   | додана архітектура Gallium3D                                                             |
| 8.0    | лютий 2012    | реалізація OpenGL 3.0, виправлення помилок та чистка коду                                |
| 9.0    | жовтень 2012  | реалізація OpenGL 3.1                                                                    |
| 10.0   | грудень 2013  | реалізація OpenGL 3.3                                                                    |
| 11.0   | вересень 2015 | реалізація OpenGL 4.2                                                                    |
| 12.0   | Липень 2016   | реалізація OpenGL 4.3                                                                    |

## Ліцензія
Ліцензія Mesa вважалася вільною, але в 2008 році виникли питання щодо невеликих частин коду, розповсюджуваних під ліцензіями SGI Free Software License B версії 1.1 і GLX Public License — вони виявилися невільними. 19 лютого 2008 SGI оголосила про вихід набагато простішої і схваленої FSF і Khronos Group SGI Free Software License B версії 2.0, і ліцензування під нею прикладу реалізації OpenGL, GLX API і інших розширень GLX.

## Реалізації API
| API                                                                                 |                     |                     | Vulkan         | OpenCL         | OpenGL         | OpenGL ES      | OpenVG         | EGL            | GLX            | Direct3D        |
| Версія                                                                              | Дата                | останнє оновлення   | 1.0 2016-02-16 | 2.1 2015-08-09 | 4.5 2014-08-11 | 3.2 2015-08-10 | 1.1 2008-12-03 | 1.5 2014-03-19 | 1.4 2005-12-16 | 12.0 2015-07-29 |
| ----------------------------------------------------------------------------------- | ------------------- | ------------------- | -------------- | -------------- | -------------- | -------------- | -------------- | -------------- | -------------- | --------------- |
| 13.0                                                                                | Н/Д                 | Н/Д                 | 1.0            | Н/Д            | 4.5            | 3.1            | Н/Д            | 1.5            | 1.4            | 9.0c            |
| 12.0                                                                                | 2016-07-08.iso.2025 | 12.0.1              | 1.0            | Н/Д            | 4.3            | 3.1            | Н/Д            | 1.5            | 1.4            | 9.0c            |
| 11.2                                                                                | 2016-04-04.iso.2025 | 11.2.2              | Н/Д            | Н/Д            | 4.1            | 3.1            | Н/Д            | 1.5            | 1.4            | 9.0c            |
| 11.1                                                                                | 2015-12-15.iso.2025 | 11.1.4              | Н/Д            | Н/Д            | 4.1            | 3.0            | Н/Д            | 1.5            | 1.4            | 9.0c            |
| 11.0                                                                                | 2015-09-12.iso.2025 | 11.0.9              | Н/Д            | Н/Д            | 4.1            | 3.0            | Н/Д            | 1.5            | 1.4            | 9.0c            |
| 10.6                                                                                | 2015-06-15.iso.2025 | 10.6.9              | Н/Д            | Н/Д            | 3.3            | 3.0            | Н/Д            | 1.4            | 1.4            | 9.0c            |
| 10.5                                                                                | 2015-03-06.iso.2025 | 10.5.9              | Н/Д            | Н/Д            | 3.3            | 3.0            | 1.1            | 1.4            | 1.4            | 9.0c            |
| 10.4                                                                                | 2014-12-14.iso.2025 | 10.4.7              | Н/Д            | Н/Д            | 3.3            | 3.0            |                | 1.4            | 1.4            | 9.0c            |
| 10.3                                                                                | 2014-09-19.iso.2025 | 10.3.7              | Н/Д            | Н/Д            | 3.3            | 3.0            | Н/Д            | 1.4            | 1.4            |                 |
| 10.2                                                                                | 2014-06-06.iso.2025 | 10.2.9              | Н/Д            | Н/Д            | 3.3            | 3.0            | Н/Д            | 1.4            | 1.4            |                 |
| 10.1                                                                                | 2014-03-04.iso.2025 | 10.1.6              | Н/Д            | Н/Д            | 3.3            | 3.0            | Н/Д            | 1.4            | 1.4            |                 |
| 10.0                                                                                | 2013-11-30.iso.2025 | 10.0.5              | Н/Д            | Н/Д            | 3.3            | 3.0            | Н/Д            | 1.4            | 1.4            |                 |
| 9.0                                                                                 | 2012-10-08.iso.2025 | 9.0.3, 9.1.7, 9.2.5 | Н/Д            | Н/Д            | 3.1            | 2.0            | Н/Д            | 1.4            | 1.4            |                 |
| 8.0                                                                                 | 2012-02-08.iso.2025 | 8.0.5               | Н/Д            | Н/Д            | 3.0            | 2.0            | Н/Д            | 1.4            | 1.4            |                 |
| 7.0                                                                                 | 2007-06-22.iso.2025 | 7.0.4, …, 7.11.2    | Н/Д            | Н/Д            | 2.1            | Н/Д            | Н/Д            | Н/Д            | 1.4            | Н/Д             |
| 6.0                                                                                 | 2004-01-06.iso.2025 | 6.0.1               | Н/Д            | Н/Д            | 1.5            | Н/Д            | Н/Д            | Н/Д            | 1.3            | Н/Д             |
| 5.0                                                                                 | 2002-11-13.iso.2025 | 5.0.2               | Н/Д            | Н/Д            | 1.4            | Н/Д            | Н/Д            | Н/Д            | 1.3            | Н/Д             |
| 4.0                                                                                 | 2001-10-22.iso.2025 | 4.0.4               | Н/Д            | Н/Д            | 1.3            | Н/Д            | Н/Д            | Н/Д            | 1.3            | Н/Д             |
| 3.0                                                                                 | 1998-09.iso.2025    | 3.1, 3.2.1, 3.4.2.1 | Н/Д            | Н/Д            | 1.2            | Н/Д            | Н/Д            | Н/Д            | 1.3            | Н/Д             |
| 2.0                                                                                 | 1996-10.iso.2025    | 2.6                 | Н/Д            | Н/Д            | 1.1            | Н/Д            | Н/Д            | Н/Д            | 1.3            | Н/Д             |
| 1.0                                                                                 | 1995-02.iso.2025    | 1.2.8               | Н/Д            | Н/Д            | 1.0            | Н/Д            | Н/Д            | Н/Д            | 1.3            | Н/Д             |
| Легенда:Стара версіяСтара версія, все ще підтримуєтьсяОстання версіяМайбутній реліз |                     |                     |                |                |                |                |                |                |                |                 |

## Виноски
1. ↑  http://www.mesa3d.org/intro.html
2. 1 2 3 4  http://www.mesa3d.org/developers.html
3. ↑  https://www.supergoodcode.com/meatballs/
4. ↑  https://docs.mesa3d.org/relnotes/23.1.9.html
5. ↑  Platforms and Drivers
6. ↑  https://www.openhub.net/p/mesa/analyses/latest/languages_summary
7. 1 2  https://www.openhub.net/p/mesa
8. ↑  https://www.mesa3d.org/license.html
9. ↑  The mesa Open Source Project on Open Hub: Licenses Page — 2006.
10. ↑  xserver-xorg: wordy SGI license may not be free. Архів оригіналу за 18 лютого 2009. Процитовано 18.02.2009.
11. ↑  #211765 — xorg-server: material under GLX Public License is not DFSG-free — Debian Bug report logs. Архів оригіналу за 13 травня 2015. Процитовано 23 лютого 2013.
12. ↑  Export clauses in XFree86 licensing. Архів оригіналу за 1 жовтня 2012. Процитовано 23 лютого 2013.
13. ↑  Non-free (?) GLX code under GLX Public License and SGI Free Software Licence B. Архів оригіналу за 29 грудня 2014. Процитовано 23 лютого 2013.
14. ↑  Licensing:Main — FedoraProject. Архів оригіналу за 22 вересня 2012. Процитовано 23 лютого 2013.
15. ↑  Various Licenses and Comments about Them - GNU Project - Free Software Foundation (FSF). Архів оригіналу за 17 березня 2012. Процитовано 23 лютого 2013.
16. ↑  Various Licenses and Comments about Them (англійською) . Free Software Foundation. 17-9-2008. Архів оригіналу за 22-08-2011. Процитовано 20-9-2008.
17. ↑  Thank you SGI, for freeing the GNU/Linux 3D desktop! (англійською) . Free Software Foundation. 19 сентября 2008. Архів оригіналу за 24 серпня 2011. Процитовано 20 сентября 2008.
18. ↑  Free Software Foundation and Khronos Group Both Herald New License of Industry Standard Graphics Software (англійською) . SGI. 2008-9-19. Архів оригіналу за 24 серпня 2011. Процитовано 2008-9-20.
19. ↑  Larabel, Michael (4 березня 2015). OpenVG Support Stripped From Gallium3D. Phoronix. Архів оригіналу за 13 липня 2015. Процитовано 11 липня 2015.
20. ↑  latest patches to "nine" state tracker. 4 лютого 2016. Архів оригіналу за 3 серпня 2020. Процитовано 24 липня 2016.
21. ↑  Larabel, Michael (14 грудня 2014). Mesa 10.4 Officially Released With Direct3D 9 State Tracker. Phoronix. Архів оригіналу за 13 липня 2015. Процитовано 11 липня 2015.
22. 1 2  Mesa 12.0 Released With OpenGL 4.3 Support, Intel Vulkan & Many Other Features. 8 липня 2016. Архів оригіналу за 16 серпня 2016. Процитовано 8 липня 2016.
23. ↑  [Mesa-announce] Mesa 11.2.0. Архів оригіналу за 14 квітня 2016. Процитовано 4 квітня 2016.
24. ↑  Mesa Release Notes. Архів оригіналу за 4 червня 2016. Процитовано 24 липня 2016.
25. ↑  [Mesa-announce] Mesa 11.1.0. Архів оригіналу за 7 березня 2016. Процитовано 15 грудня 2015.
26. ↑  [Mesa-announce] Mesa 11.0.0. Архів оригіналу за 27 вересня 2015. Процитовано 26 вересня 2015.
27. ↑  [Mesa-announce] Mesa 10.6.0. Архів оригіналу за 9 березня 2016. Процитовано 15 червня 2015.
28. ↑  Larabel, Michael (26 жовтня 2013). Features To Be Found In Mesa 10.0. Phoronix. Архів оригіналу за 30 червня 2016. Процитовано 24 липня 2016.
29. ↑  [Mesa-announce] Mesa 10.5.0. Архів оригіналу за 7 березня 2016. Процитовано 7 березня 2015.
30. ↑  [Mesa-announce] Mesa 10.4.0 released. Архів оригіналу за 2 квітня 2015. Процитовано 7 березня 2015.
31. ↑  [Mesa-announce] Mesa 10.3 released. Архів оригіналу за 8 березня 2016. Процитовано 7 березня 2015.
32. ↑  [Mesa-announce] Mesa 10.2 released. Архів оригіналу за 8 березня 2016. Процитовано 7 березня 2015.
33. ↑  [Mesa-announce] Mesa 10.1 released. Архів оригіналу за 7 березня 2016. Процитовано 7 березня 2015.
34. ↑  [Mesa-announce] Mesa 10.0 released. Архів оригіналу за 10 березня 2016. Процитовано 7 березня 2015.
35. ↑  Mesa 9.0 Release Notes. Mesa. 8 жовтня 2012. Архів оригіналу за 5 червня 2015. Процитовано 11 липня 2015.